# Drusila
Drusila je ženské křestní jméno latinského původu. Je odvozeno z římského jména Drusus, což je nejspíš obrat řeckého Drosos rosa. Může znamenat i plodná, důvěřivá, naivní, nevinná. Toto jméno zřejmě převzal jeden římský bojovník, který zabil galský náčelníka jménem Drausus. Z toho vyplývá, že je možná odvozeno z keltského slova pro sílu.

## Domácké podoby
Dru, Drusilka, Drusily, Silla, Drus, Drusus

## Známé nositelky
- Drusilla Výběhová, je fiktivní postava z knihy i seriálu Čarodějnice školou povinné. Hrála ji Holly Rivers
- Drusilla, fiktivní postava z amerického seriálu Buffy, přemožitelka upírů
- Drusilla (38-79), dcera Heroda Agrippy
- Julia Drusilla, sestra Caliguly
- Julia Drusilla, dcera Caliguly
- Drusilla Fawley, prateta hlavní hrdinky Julie Fawley z románu Jude the Obscure od Thomas Hardyho
- Drusilla Mauretánská, starší, možná vnučka Kleopatry a Marca Antonia
- Drusilla Mauretánská (narozena 38), možná pravnučka Kleopatry a Marca Antonia
- Drusilla Modjeska, australská scenáristka a editorka
- Drusilla Wills, britská divadelní a filmová herečka